# 3020 Naudts
A 3020 Naudts (ideiglenes jelöléssel 1949 PR) a Naprendszer kisbolygóövében található aszteroida. Karl Wilhelm Reinmuth fedezte fel 1949. augusztus 2-án.